# Orquesta Septentrional
La Orquesta Septentrional es una agrupación de música popular de Haití. Es, quizás,  la orquesta de mayor continuidad y aún activa en ese país. Fueron los creadores del llamado “ritmo de fuego”  como alternativa al Konpa dirèk.

## Historia
La Orquesta Septentrional tiene su origen en Cabo Haitiano, a mediados del año  1948.  Su creación fue en cierto modo fortuita ya que se debió a una fusión del « Quatuor Septentrional » y el  « Trio Symphonia », con la finalidad de realizar una actividad musical específica.  El nivel de aceptación obtenido determinó que la idea continuara.
La orquesta se estructuró como una asociación.  De esta forma abrieron su night club, el « Fuego Verde », llegaron a crear su sello discográfico (Cosept) e implementaron algunos beneficios sociales para sus músicos miembros.
La Orquesta Septentrional grabó más de 300 temas a lo largo de toda su historia. Su repertorio, que abarcó méringues, boleros, konpa,  y “ritmos de fuego”,  marcó a su vez el camino de la sofisticación de las grupos musicales de Haití, contando con sesiones de metales compuestas a menudo por tres saxofónes y tres trompetas.